# Aïssatou Kouyaté
Aïssatou Kouyaté (* 19. April 1995 in Clichy, Frankreich) ist eine französische Handballspielerin, die beim französischen Erstligisten Brest Bretagne Handball unter Vertrag steht.

## Karriere

### Im Verein
Kouyaté erlernte das Handballspielen beim MSD Chartres. Später schloss sie sich CJF Fleury Loiret Handball an. Im Sommer 2014 wechselte die Rückraumspielerin zum OGC Nice Côte d’Azur Handball. Nachdem die Linkshänderin dort in ihrer ersten Saison Spielanteile in der höchsten französischen Spielklasse erhalten hatte, unterschrieb sie im Jahr 2015 einen Profivertrag mit einer Laufzeit von zwei Jahren beim OGC Nice. Im März 2017 wechselte Kouyaté zum Ligakonkurrenten Entente Sportive Bisontine Féminin, um den verletzungsbedingten Ausfall von Anna Manaut zu kompensieren. Ab der Spielzeit 2021/22 stand sie bei Brest Bretagne Handball unter Vertrag. Im April 2023 zog sie sich einen Achillessehnenriss zu. Ab der Saison 2024/25 besaß sie einen Vertrag beim montenegrinischen Erstligisten ŽRK Budućnost Podgorica. Nachdem ŽRK Budućnost Podgorica im Juli 2024 nach dem Rückzug des Hauptsponsors in finanzielle Schwierigkeiten geraten war, schloss sie sich dem rumänischen Erstligisten Rapid Bukarest an.

### In Auswahlmannschaften
Kouyaté nahm mit der französischen Juniorinnennationalmannschaft an der U-20-Weltmeisterschaft 2014 teil. Kouyaté wurde in fünf von neun Partien eingesetzt, in denen sie insgesamt lediglich 23 Spielminuten auf dem Spielfeld stand. Kouyaté bestritt am 23. März 2019 ihr Länderspieldebüt für die französische A-Nationalmannschaft gegen die dänische Auswahl. Ein Jahr später errang sie bei der Europameisterschaft die Silbermedaille. Kouyaté erzielte im Turnierverlauf zwölf Treffer.